# Літера «V» до нагороди (США)
Літера «V» до нагороди (англ. "V" device) — в американській військовій системі нагородження — це металева велика літера «V» розміром 1⁄4 дюйма (6,4 мм) із засічками, яка носиться на певних відзнаках і нагородах військовослужбовцями Збройних сил США, як особлива відзнака за героїзм або доблесть у бою замість за заслуги або досягнення.
Відзнаки та нагороди, на які може кріпитися буква «V», відрізняються між видами Збройних сил США, а також критеріями нагородження літерою «V» та назвою, під якою вона згадується. До 2017 року кожний вид збройних сил також використовував різні критерії при визначенні того, як можна відзначати літерою «V».

## Зміст
Літера «V» носиться на нагородах, щоб позначити доблесть, мужність або акт героїзму з боку особи, що перевищує його обов'язок, що зазвичай очікується під час прямого зіткнення з ворогом Сполучених Штатів, або протиборчою іноземною чи іншою збройною силою з проявою особистого ризику.
Починаючи з 7 січня 2016 року, літера «V» може носитися лише на Хресті льотних заслуг (англ. Distinguished Flying Cross (DFC), медалі «Бронзова зірка» (англ. Bronze Star Medal (BSM), повітряній медалі (англ. Air Medal (AM) та Похвальній медалі ПС (англ. Air Force Commendation Medal (AFCM). Пристрій «V» не дозволяється на жодній іншій стрічці чи медалі.
Використання літери «V» на Похвальній медалі ПС дозволено лише в період з 11 січня 1996 року по 6 січня 2016 року.
Використання літери «V» на Відзнаках прославленій частині (англ. Air Force Outstanding Unit Award) і за досконалість організації (англ. Air Force Organizational Excellence Award) дозволено лише в період з 11 січня 1996 року по 1 січня 2014 року.

## Нагороди армії та ПС США, що можуть позначатися літерою «V»
Для армії та повітряних сил літера «V» розташовується праворуч від будь-яких бронзових або срібних дубових листків з позиції власника або розміщується в центрі службової стрічки, якщо її носять окремо.
| V                                                                               | Хрест льотних заслуг, відзнака за доблесть                                                                          |
| V · Bronze oak leaf cluster                                                     | «Бронзова зірка», два нагородження, щонайменше одне за доблесть у бойових умовах                                    |
|                                                                                 | Повітряна медаль, три нагородження, щонайменше одне за бойову доблесть (в армії використовуються бронзові номери)   |
| V · Bronze oak leaf cluster · Bronze oak leaf cluster                           | Повітряна медаль, три нагородження, щонайменше одне за бойову доблесть (Повітряні сили використовують дубове листя) |
| V · Bronze oak leaf cluster · Bronze oak leaf cluster · Bronze oak leaf cluster | Похвальна медаль ПС, чотири нагородження, щонайменше одне за бойову доблесть                                        |

| V · Silver oak leaf cluster · Bronze oak leaf cluster · Bronze oak leaf cluster                           | Похвальна медаль армії, дев'ять нагороджень, щонайменше одне за бойову доблесть |
| V · Silver oak leaf cluster · Bronze oak leaf cluster · Bronze oak leaf cluster · Bronze oak leaf cluster | Похвальна медаль армії, десять нагороджень, щонайменше одне за бойову доблесть  |

## Нагороди ВМС, Корпусу морської піхоти та Берегової охорони США, що можуть позначатися літерою «V»
Для ВМС, Корпусу морської піхоти та Берегової охорони літера «V» завжди носять у центрі службової стрічки, тоді як будь-яка золота або срібна зірка 5/16 дюйма додаються рівномірно праворуч і ліворуч від «V», починаючи з правого боку з точки зору нагородженого
|  | Хрест льотних заслуг, відзнака за доблесть |
|  | «Бронзова зірка», два нагородження, щонайменше одне за доблесть у бойових умовах                                                                                           |
|  | Повітряна медаль, три нагородження, щонайменше одне за бойову доблесть (золота цифра 3 означає три відзнаки Повітряною медаллю (тільки для ВМС та Корпусу морської піхоти) |
|  | Повітряна медаль, три нагородження, щонайменше одне за бойову доблесть (Берегова охорона використовує бойові зірки)                                                        |
|  | Похвальна медаль ВМС та Корпусу морської піхоти, вісім нагороджень, щонайменше одне за бойову доблесть                                                                     |
|  | Похвальна медаль Берегової охорони, п'ять нагороджень, щонайменше одне за бойову доблесть                                                                                  |